# Mohammed Abo Sandah
Mohammed Abo Sandah (en árabe: محمد أبو سندة; Emiratos Árabes Unidos, 20 de enero de 1995) es un futbolista emiratí. Juega de portero y su equipo actual es el Al Ain de la Liga Árabe del Golfo.

## Clubes
| Club   | País                   | Año       |
| ------ | ---------------------- | --------- |
| Al-Ain | Emiratos Árabes Unidos | 2014-Act. |